# Ау-ам-Райн
Ау-ам-Райн (нім. Au am Rhein) — громада в Німеччині, знаходиться в землі Баден-Вюртемберг. Підпорядковується адміністративному округу Карлсруе. Входить до складу району Раштат.
Площа — 13,29 км2. Населення становить 3416 ос. (станом на 31 грудня 2020).
У 2017 році на виборах міського голови обрали уродженку Казахстану, міста Астана, Вероніку Лаукарт. За неї проголосувало 60,3% мешканців міста.    